# Лулеман (дегестан, Фуман)
Лулеман (перс. لولمان) — дегестан в Ірані, в Центральному бахші, в шагрестані Фуман остану Ґілян. За даними перепису 2006 року, його населення становило 10927 осіб, які проживали у складі 2855 сімей.

## Населені пункти
До складу дегестану входять такі населені пункти:
- Аляле-Ґураб
- Баґбанан
- Ґеран
- Даздак
- Ешкалан
- Кальдег
- Камамрадх
- Касабалі-Сара
- Кас-Ахмадан
- Лулеман
- Мавардіян
- Насраллаабад
- Отур-Сара
- Памесар
- Сіях-Піран-е-Касмаиї
- Сіях-Піран-е-Кашані
- Хошк-Нудхан-е-Бала
- Хошк-Нудхан-е-Паїн
- Шанбе-Базар
- Шір-е-Тар